# Ranunculus thracicus
Ranunculus thracicus är en ranunkelväxtart som beskrevs av Georges Vincent Aznavour. 
Ranunculus thracicus ingår i släktet ranunkler och familjen ranunkelväxter. Inga underarter finns listade i Catalogue of Life.